# 털리도 월아이
| 털리도 월아이 |                                                         |
| 콘퍼런스      | 서부 콘퍼런스                                           |
| 디비전        | 센트럴 디비전                                           |
| 설립연도      | 1991년                                                  |
| 해체연도      |                                                         |
| 역사          | 털리도 스톰 (1991년~2007년) 털리도 월아이 (2009년~현재) |
| 경기장        | 헌팅턴 센터                                             |
| 연고지        | 오하이오주 털리도                                       |
| 상징색        | 파우더 블루, 감색, 금, 하양                             |
| 구단주        | 털리도 아레나 스포츠 LLC.                               |
| 단장          | 조 나폴리                                               |
| 감독          | 제레드 나이팅게일                                       |
| NHL 제휴      | 디트로이트 레드윙스                                     |
| AHL 제휴      | 그랜드래피즈 그리핀스                                   |
| 정규시즌 우승 | 3 (1992, 2003, 2015, 2016)                              |
| 콘퍼런스 우승 | 2 (1993, 1994)                                          |
| 디비전 우승   | 8 (1992, 1993, 1994, 1996, 2003, 2006, 2015, 2016)      |
| 켈리 컵       | 2 (1993, 1994)                                          |
| 영구 결번     | -                                                       |

털리도 월아이(Toledo Walleye)는 미국 오하이오주 털리도를 연고지로 하는 ECHL의 서부 콘퍼런스 센트럴 디비전 소속 아이스 하키팀이다.

## 역대 홈경기장
| 경기장        | 사용기간    | 수용인원 | 장소              | 비고                                 |
| ------------- | ----------- | -------- | ----------------- | ------------------------------------ |
| 털리도 월아이 |             |          |                   |                                      |
| 헌팅턴 센터   | 2009년~현재 | 7,286명  | 오하이오주 털리도 | 루카스 카운티 아레나 (2009년~2010년) |